# Andromaque (Compagnon)
Pour les articles homonymes, voir Andromaque (homonymie).
Andromaque (en grec ancien Ἀνδρομάχη / Andromákhê) est un officier de cavalerie dans l'armée macédonienne durant les conquêtes d'Alexandre le Grand. Il a probablement été tué à la bataille du Polytimète en 329 av. J.-C.

## Biographie
Andromaque, fils de Hiéron, commande un corps de 600 cavaliers mercenaires à la bataille de Gaugamèles placé sur le flanc gauche macédonien apparemment sous la responsabilité de Ménidas. En 330, il reste brièvement avec Parménion à Ecbatane, rejoignant par la suite Alexandre en Arie. En 329, il semble avoir été accepté dans les rangs des Compagnons  puisqu'il dirige un escadron de 60 hétaires durant la campagne contre Spitaménès. Les forces macédoniennes sont vaincues à la bataille du Polytimète. S'il avait fait partie des rares survivants, il aurait été probable qu'Arrien le mentionne'. Dans son récit de la bataille, Quinte-Curce omet complètement Andromaque.

## Source antique
- Arrien, Anabase [lire en ligne], III, IV.